# Homohadena fifia
Homohadena fifia är en fjärilsart som beskrevs av Dyar 1904. Homohadena fifia ingår i släktet Homohadena och familjen nattflyn. Inga underarter finns listade i Catalogue of Life.